# Бучинець (гміна Рихлики)
Бучинець (пол. Buczyniec, нім. Buchwalde) — село в Польщі, у гміні Рихлики Ельблонзького повіту Вармінсько-Мазурського воєводства.
Населення — 91 особа (2011).
У 1975-1998 роках село належало до Ельблонзького воєводства.

## Демографія
Демографічна структура станом на 31 березня 2011 року:
|          | Загалом | Допрацездатний вік | Працездатний вік | Постпрацездатний вік |
| -------- | ------- | ------------------ | ---------------- | -------------------- |
| Чоловіки | 51      | 15                 | 35               | 1                    |
| Жінки    | 40      | 6                  | 27               | 7                    |
| Разом    | 91      | 21                 | 62               | 8                    |